# زخرفة عربية
التزويق أو الزخرفة العربية أو الرقش هو الفن العربي. هي نماذج للتزيين معقدة لأن زخارفه متداخلة ومتقاطعة وتمثل أشكالا هندسية وزهورا وأوراقا وثمارا. وهذا الفن يميز الفن الإسلامي والذي ظهر في تزيين السيراميك وفي العمارة الإسلامية. وقد انتشر في أوروبا ولاقى رواجا في القرنين 15و16. وهذا الفن ظهر نتيجة امتزاج الحضارة العربية وتطورها في العصر الإسلامي الذهبي مع الشعوب الأخرى إلا أنه كان جليا لدى الأندلسيين الذين طوروه بشكل كبير ولاسيما في مجال الأعمدة ونصف الأعمدة المربعة وفوق الجدران وعلى الأسقف. وإلى جانب العمارة وجدت الزخرفة التي وصفت بأنها لغة الفن الإسلامي، وتقوم على زخرفة المساجد والقصور والقباب بأشكال هندسية أو نباتية جميلة تبعث في النفس الراحة والهدوء والانشراح. وسمي هذا الفن الزخرفي الإسلامي في أوروبا باسم «أرابسك» (بالفرنسية: Arabesque)‏ وبالأسبانية Atairique أي التوريق. وقد اشتهر الفنان المسلم بالفن السريالي التجريدي حيث الوحدة الزخرفية النباتية كالورقة أو الزهرة، وكان يجردها من شكلها الطبيعي حتى لا تعطى إحساسا بالذبول والفناء، ويحورها في أشكال هندسية حتى تعطي الشعور بالدوام والبقاء والخلود.

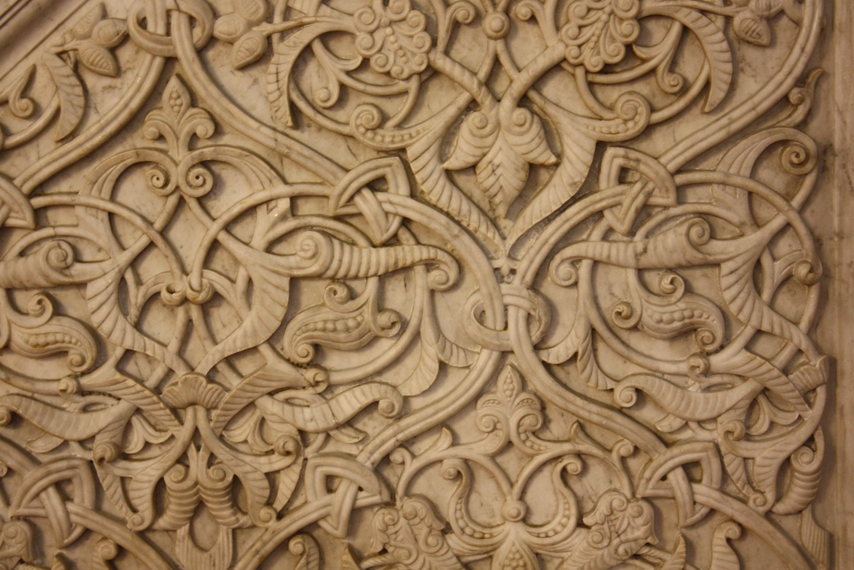
نقش حجري مع الأرابيسك مشكّل من أشكال المحلاق، والسعفات وأنصاف السعفات في الجامع الأموي، دمشق، سوريا

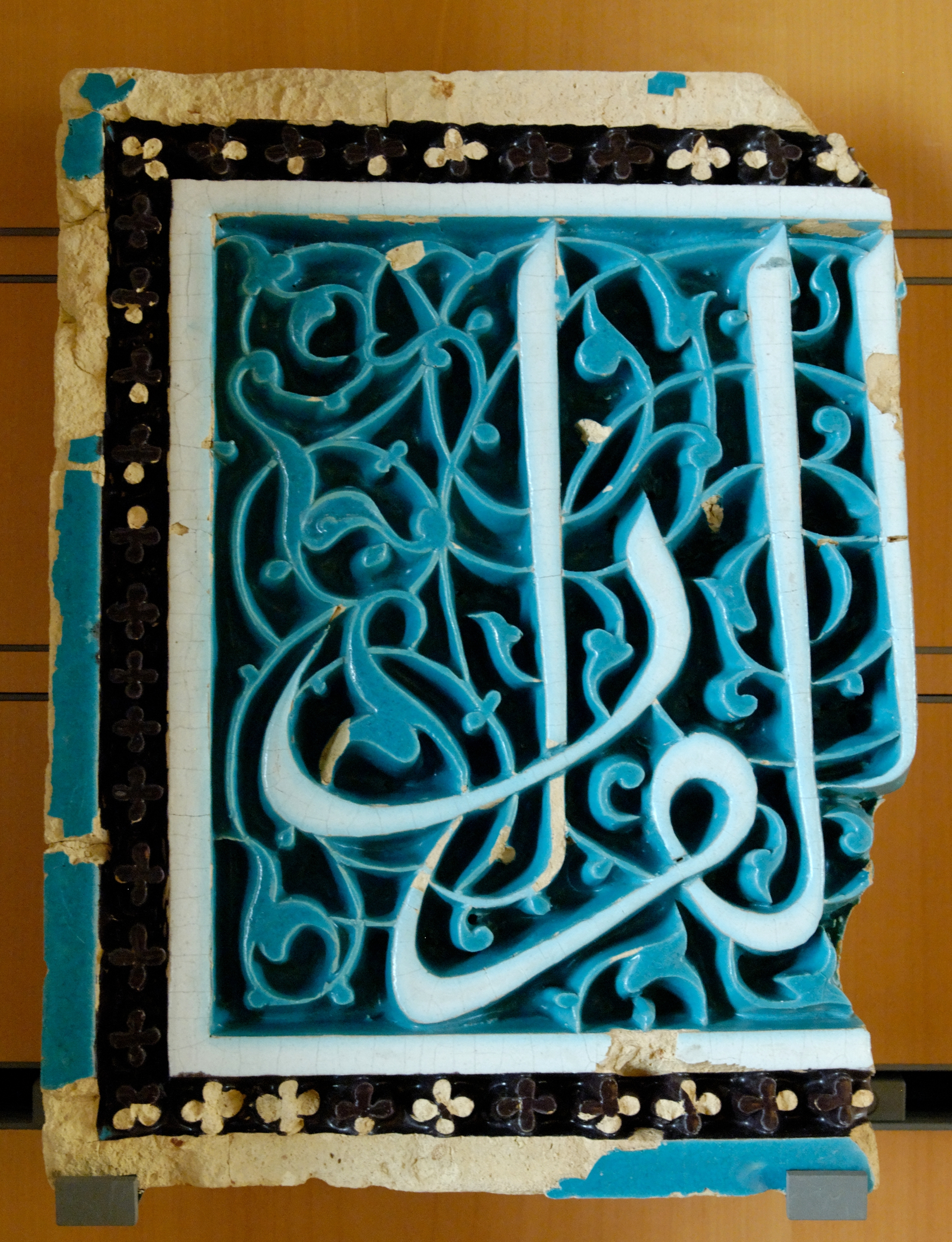
جزء من لوحة خزفية تعود للقرن الخامس عشر من سمرقند (أوزبكستان) بخط عربي أبيض اللون على خلفية زرقاء

الأرابيسك هو شكل من أشكال الزخرفة الفنية يتكون من "زخارف سطحية مبنية على أنماط خطية إيقاعية من أوراق الشجر الملتفة والمتشابكة أو "المحلاق" أو الخطوط البسيطة، التي غالبًا ما تُدمج مع عناصر أخرى. ثمة تعريف آخر هو "الزخرفة الورقية، المستخدمة في العالم الإسلامي، عادةً باستخدام أوراق النباتات، المستمدة من سعفة النخيل المنمّقة، والتي تم دمجها مع سيقان حلزونية".  يتكون عادة من تصميم فسيفسائي رياضي واحد يمكن تكراره بسلاسة عدة مرات حسب الرغبة. ضمن النطاق الواسع جدًا من أوراسيا الفن الزخرفي الذي يتضمن تعزيز (في الفنون البصرية) المطابق لهذا التعريف الأساسي، يُستخدم مصطلح "أرابيسك" باستمرار تقنياً في تاريخ الفن لوصف عناصر الزخرفة الموجودة في مرحلتين فقط: الفن الإسلامي من حوالي القرن التاسع فصاعدًا، والفن الزخرفي الأوروبي من عصر النهضة فصاعدًا. في حين استخدم مصطلحا التشابك والتمرير لمعظم الأنواع الأخرى من الأنماط المشابهة.
الزخارف العربية عنصرٌ أساسي في الفن الإسلامي. إن الاستخدام الماضي والحاضر للمصطلح فيما يتعلق بالفن الأوروبي مربك وغير متسق. بعض الزخارف العربية الغربية مستمدة من الفن الإسلامي، ومع ذلك فإن البعض الآخر يعتمد بشكل وثيق على زخارف روما القديمة. في الغرب، توجد الزخارف العربية بشكل أساسي في الفنون الزخرفية، ولكن بسبب الطبيعة غير التصويرية للفن الإسلامي بشكل عام، فإن أشكال الزخارف العربية غالبًا ما تكون عنصرًا بارزًا للغاية في أهم الأعمال، وتلعب دورًا كبيرًا في زخرفة عمارة إسلامية.

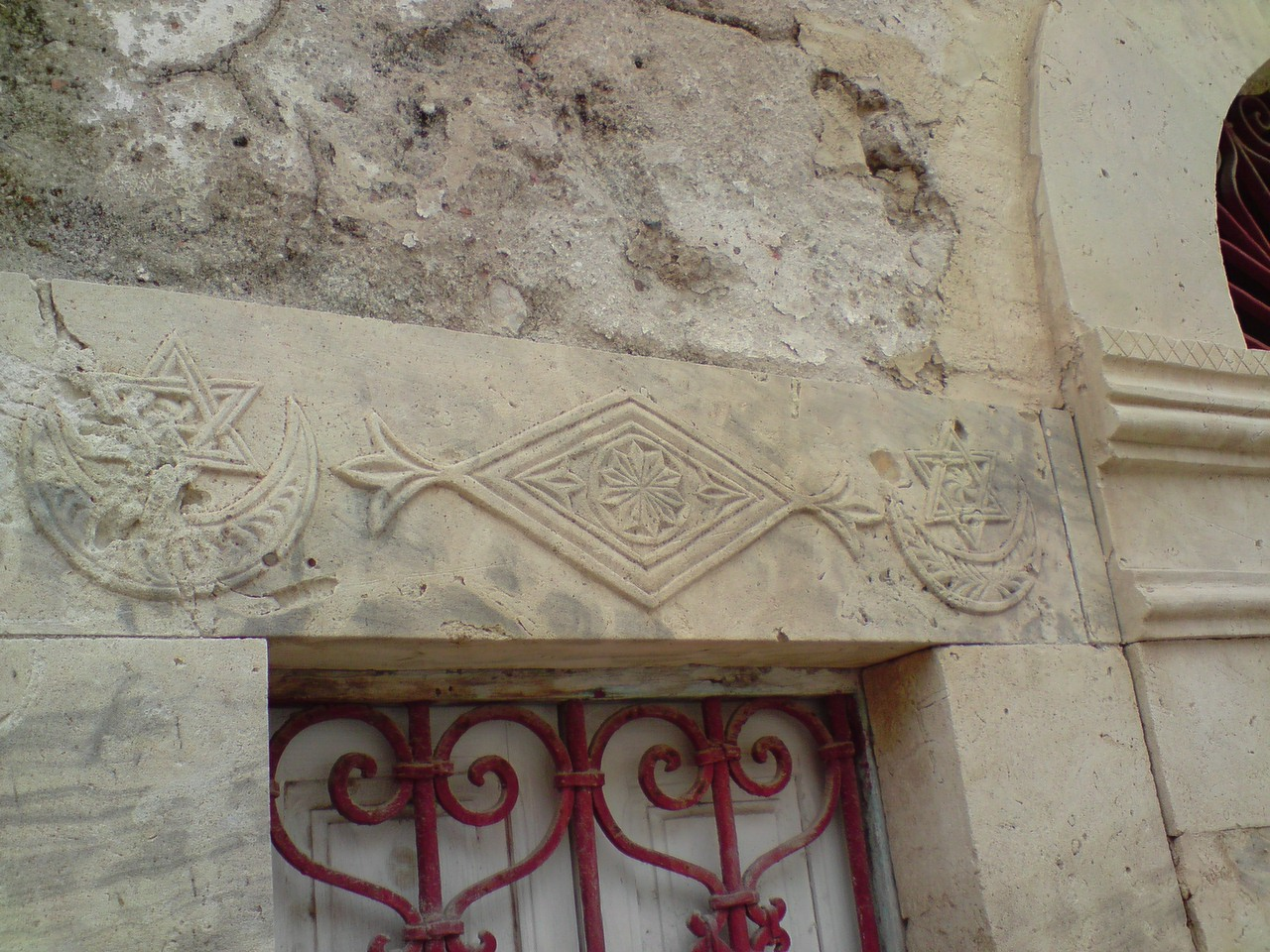
نقوش على جدران دار تقليدية بصيادة

غالبًا ما تُطرح ادعاءات بشأن الأهمية اللاهوتية للزخرفة العربية وأصلها في رؤية إسلامية خاصة للعالم؛ ومع ذلك، لا تدعم هذه الادعاءات أي مصادر تاريخية مكتوبة، حيث لم يترك لنا العالم الإسلامي، مثل معظم الثقافات في العصور الوسطى، أي وثائق توضح نواياه في استخدام الزخارف التي استخدمها. وعلى المستوى الشعبي، غالبًا ما تبدو مثل هذه النظريات غير مطلعة على السياق الأوسع للزخرفة العربية. وعلى نحو مماثل، تظل الروابط المقترحة بين الأرابيسك والمعرفة العربية بالهندسة الرياضية موضوعًا للنقاش؛ ولا يقتنع جميع مؤرخي الفن بأن مثل هذه المعرفة وصلت إلى أولئك الذين ابتكروا تصاميم الأرابيسك، أو كانت هناك حاجة إليها، على الرغم من وجود أدلة في حالات معينة على وجود مثل هذه الصلة.  تعتبر الحجة الخاصة بالارتباط الرياضيات أقوى بكثير لتطوير الزخارف الهندسية الإسلامية والتي غالبًا ما يُدمج الأرابيسك بها في الفن. غالبًا ما تستخدم الزخرفة الهندسية أنماطًا تتكون من خطوط مستقيمة وزوايا منتظمة تشبه إلى حد ما أنماط الأرابيسك المنحنية؛ يختلف مدى وصفها أيضًا بأنها أرابيسك بين كُتّاب مختلفين.

## الزخرفة الإسلامية
ربما تكون الزخرفة العربية الإسلامية اختُرعت في بغداد حوالي القرن العاشر. ظهرت لأول مرة تطوراً مميزاً وأصيلاً في الفن الإسلامي في ألواح الرخام المنحوتة من حوالي هذا الوقت.
ما يجعل الزخرفة العربية الإسلامية فريدة ومتميزة عن الزخارف النباتية في الثقافات الأخرى هو توافقها اللانهائي وحقيقة أنها يمكن أن تمتد إلى ما هو أبعد من حدودها الفعلية. تطورت الزخرفة العربية من التقاليد الراسخة للزخرفة النباتية في الثقافات التي تبنتها الفتوحات الإسلامية المبكرة. غالبًا ما احتوى الفن الإسلامي المبكر، على أنماط مخطوطة نباتية، على سبيل المثال الفسيفساء الشهيرة في الجامع الأموي (دمشق) التي تعود للقرن القرن الثامن، التي نفّذها الفنانون البيزنطيون بأسلوبهم المعتاد. غالبًا ما تكون النباتات المستخدمة أشكالاً منمّقة من الأقنثا الناعمة، مع التركيز على الأشكال الورقية، والكرمة، والسيقان الملتوية. اكتمل تطور هذه الأشكال إلى نوع إسلامي مميز بحلول القرن الحادي عشر، إذ بدأ في القرن الثامن أو التاسع في أعمال مثل واجهة المشتى. في عملية التطوير أصبحت الأشكال النباتية مبسطة ومنمقة بشكل متزايد.  توفّر البقايا الوفيرة نسبيًا من الزخارف الجصية المنقوشة البارزة من جدران القصور (وليس المساجد) في سامراء العباسية، العاصمة الإسلامية بين عامي 836 و892، أمثلةً على ثلاثة أنماط، الأنماط أ، ب، ج، على الرغم من أن أكثر من نمط منها قد يظهر على نفس الجدار، وتسلسلها الزمني غير مؤكد.
ورغم الاتفاق بشكل عام على الخطوط العريضة للعملية، إلا أن هناك تنوعًا كبيرًا في وجهات النظر التي يتبناها العلماء المتخصصون بشأن القضايا التفصيلية المتعلقة بتطوير وتصنيف ومعنى الأرابيسك  بدأ ألويس ريجل الدراسة التفصيلية لأشكال الزخرفة الإسلامية في دراسته الشكلية بعنوان Stilfragen: Grundlegungen zu einer Geschichte der Ornamentik (مشاكل الأسلوب: أسس لتاريخ الزخرفة) عام 1893، والذي طور في هذه العملية مفهومه المؤثر عن Kunstwollen.  تتبع ريجل الاستمرارية الشكلية والتطور في أشكال النباتات الزخرفية من الفن في مصر القديمة وغيرها من الحضارات القديمة في الشرق الأدنى عبر العالم الكلاسيكي إلى العصر الإسلامي. ورغم أن مفهوم "wollen" لا يتبعه إلا القليلون اليوم، فإن تحليله الأساسي لتطور الأشكال قد تأكد وتحسن من خلال "مجموعة" أوسع من الأمثلة المعروفة اليوم. وسّعت جيسيكا راوسون  مؤخرًا نطاق التحليل ليشمل الفن الصيني، وهو ما لم يغطه ريجل، حيث تتبعت العديد من عناصر الزخرفة الصينية إلى نفس التقليد، إذ ساعدت الخلفية المشتركة في جعل استيعاب الزخارف الصينية في الفن الفارسي متناغمًا ومنتجًا.
تختفي العديد من أنماط الزخرفة العربية عند (أو "تحت"، كما يبدو غالبًا للمشاهد) حافة الإطار دون نهاية، وبالتالي يمكن اعتبارها قابلة للامتداد إلى ما لا نهاية خارج المساحة التي تشغلها بالفعل؛ كانت هذه بالتأكيد سمة مميزة للشكل الإسلامي، وإن لم تكن غير مسبوقة. كانت معظم زخارف أوراق الشجر في الثقافات السابقة، ولكن ليس كلها، تنتهي عند حافة المساحة المشغولة، على الرغم من أن أنماط أوراق الأشجار القابلة للتكرار إلى ما لا نهاية شائعة جدًا في العالم الحديث وتتمثل في أوراق الجدران والأنسجة.
عادةً، لا توجد محاولة لمطابقة الواقع في الأشكال المستخدمة في المراحل المبكرة من الزخرفة الإسلامية؛ لم يُقلّد أي نوع معين من النباتات، وغالبًا ما تكون الأشكال مستحيلة أو غير معقولة نباتيًا. تنمو أشكال "الأوراق" عادةً بشكل جانبي من الساق، في ما يسمى غالبًا "شكل نصف سعفة النخيل"، وهي مختلفة جدًا في المظهر عن الزخارف المصرية واليونانية القديمة. تنمو سيقان جديدة من أطراف الأوراق، وهو النوع الذي يُطلق عليه غالبًا عسلة، وغالبًا ما لا تحتوي السيقان على أطراف، متعرجة إلى ما لا نهاية خارج الفضاء. يمكن التعرف على زخارف واجهة المشتى المبكرة على أنها نوع من الكرمة، بأوراق تقليدية في نهاية سيقان قصيرة وعناقيد من العنب أو التوت، لكن الأشكال التي أنجزت في فترات لاحقة تفتقر عادةً إلى هذه الأوراق. كانت الأزهار المصورة نادرة حتى حوالي عام 1500، وبعد ذلك ظهرت بشكل متكرر، وخاصة في الفن العثماني، وغالبًا ما يمكن التعرف على أنواعها. في الفن العثماني، أصبحت الأوراق الكبيرة والريشية التي تسمى "ساز" شائعة جدًا، ونقشت في رسومات تُظهر ورقة واحدة كبيرة أو أكثر. في النهاية، حلّت الزخارف الزهرية المستمدة في الغالب من الأنماط الصينية، وخاصة تلك الخاصة "بالخزف الصيني" محل الزخرفة العربية في العديد من أنواع العمل، مثل الفخار والمنسوجات والمنمنمات.

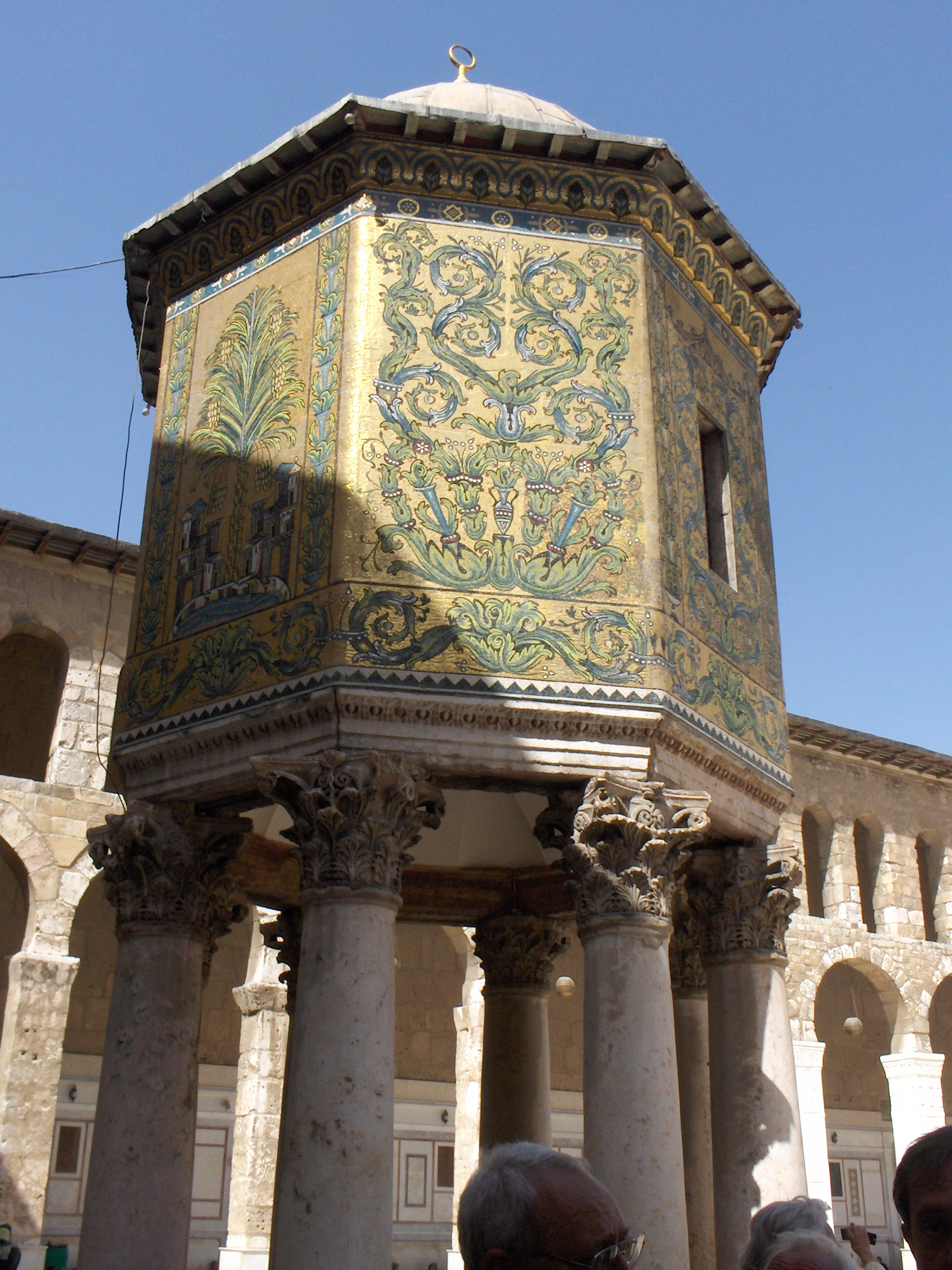
فسيفساءعلى قبة الخزنة في الجامع الأموي (دمشق)، 789، ولا تزال على الطراز البيزنطي بشكل أساسي
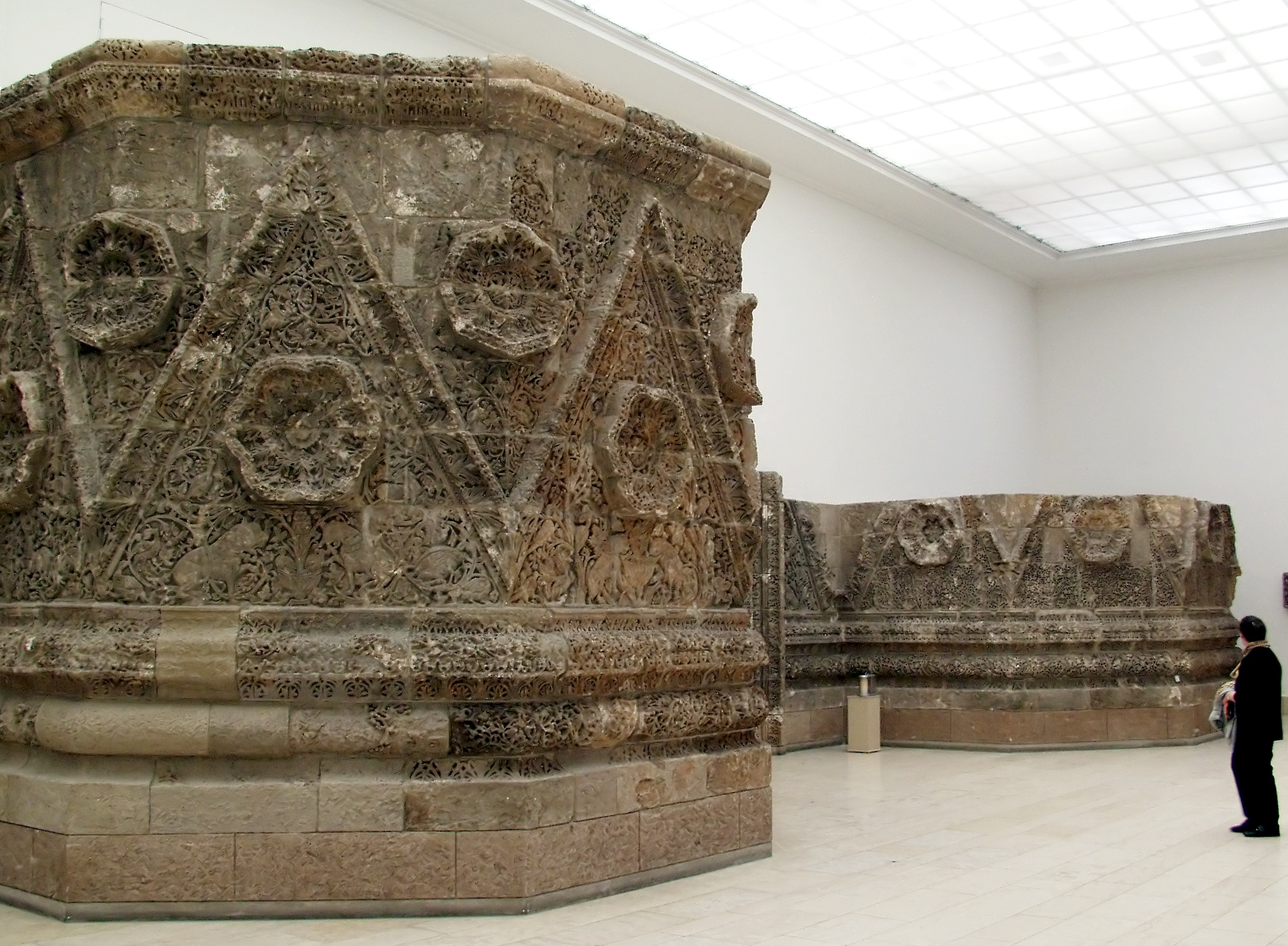
واجهة المشتى في الأردن، ق.740، يوجد الآن في متحف بيرغامون (برلين)
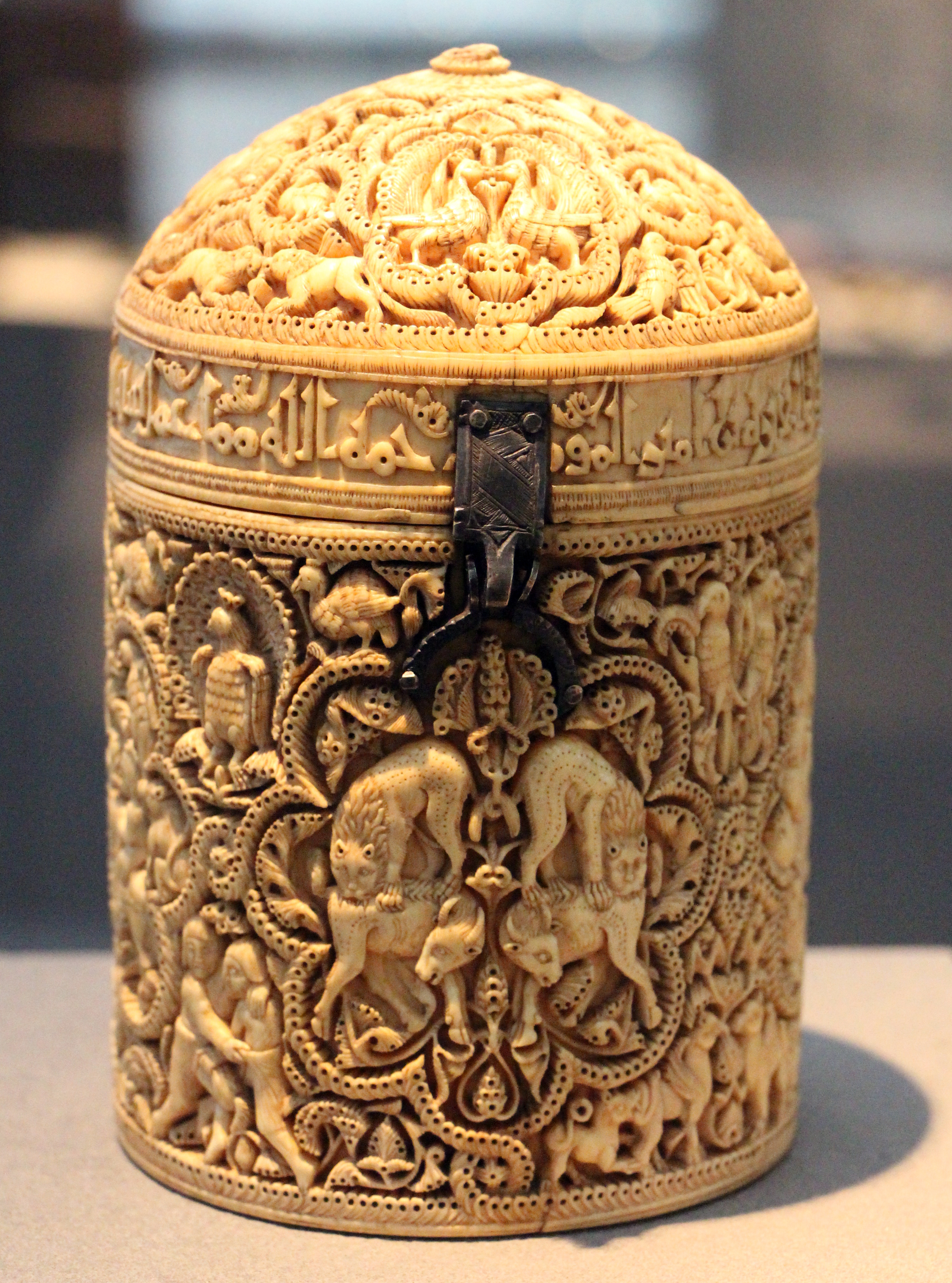
صندوق جواهر المغيرة، القرن العاشر الميلادي، في متحف اللوفر
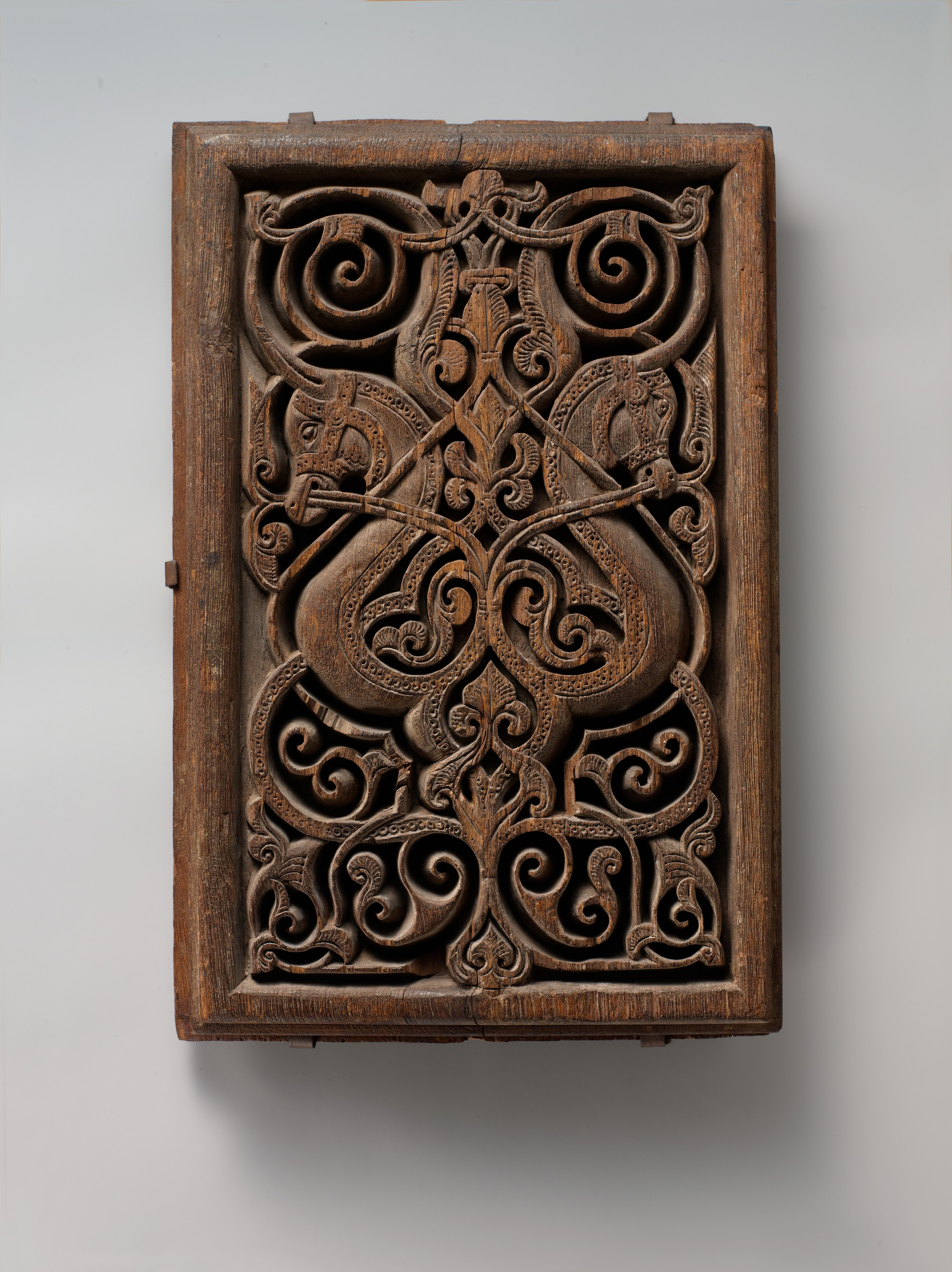
لوحة عليها رؤوس خيول، القرن الحادي عشر، في متحف المتروبوليتان للفنون، مدينة نيويورك
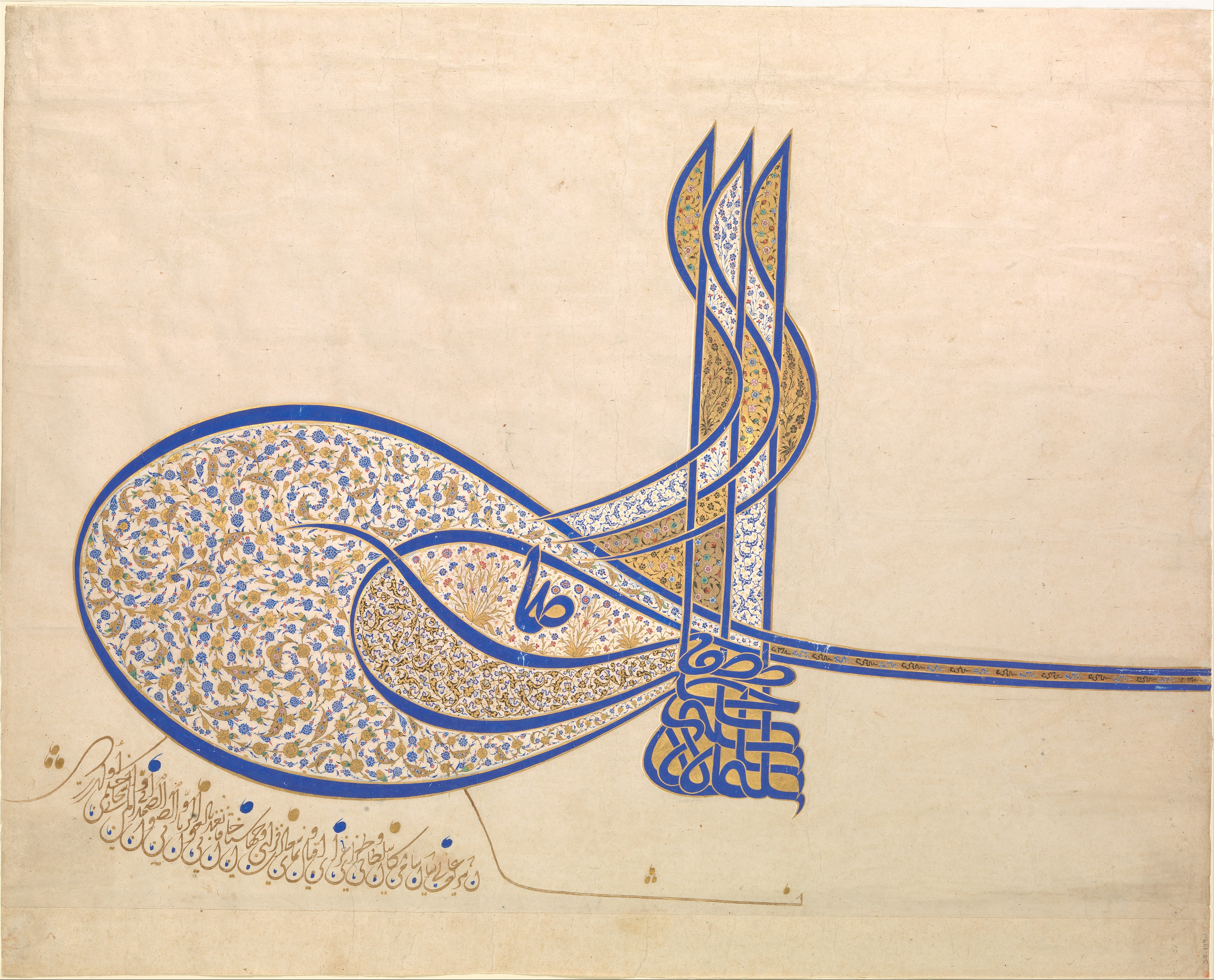
الدولة العثمانية طغراء سليمان القانوني، مع أزهار وأوراق الساز، 1520
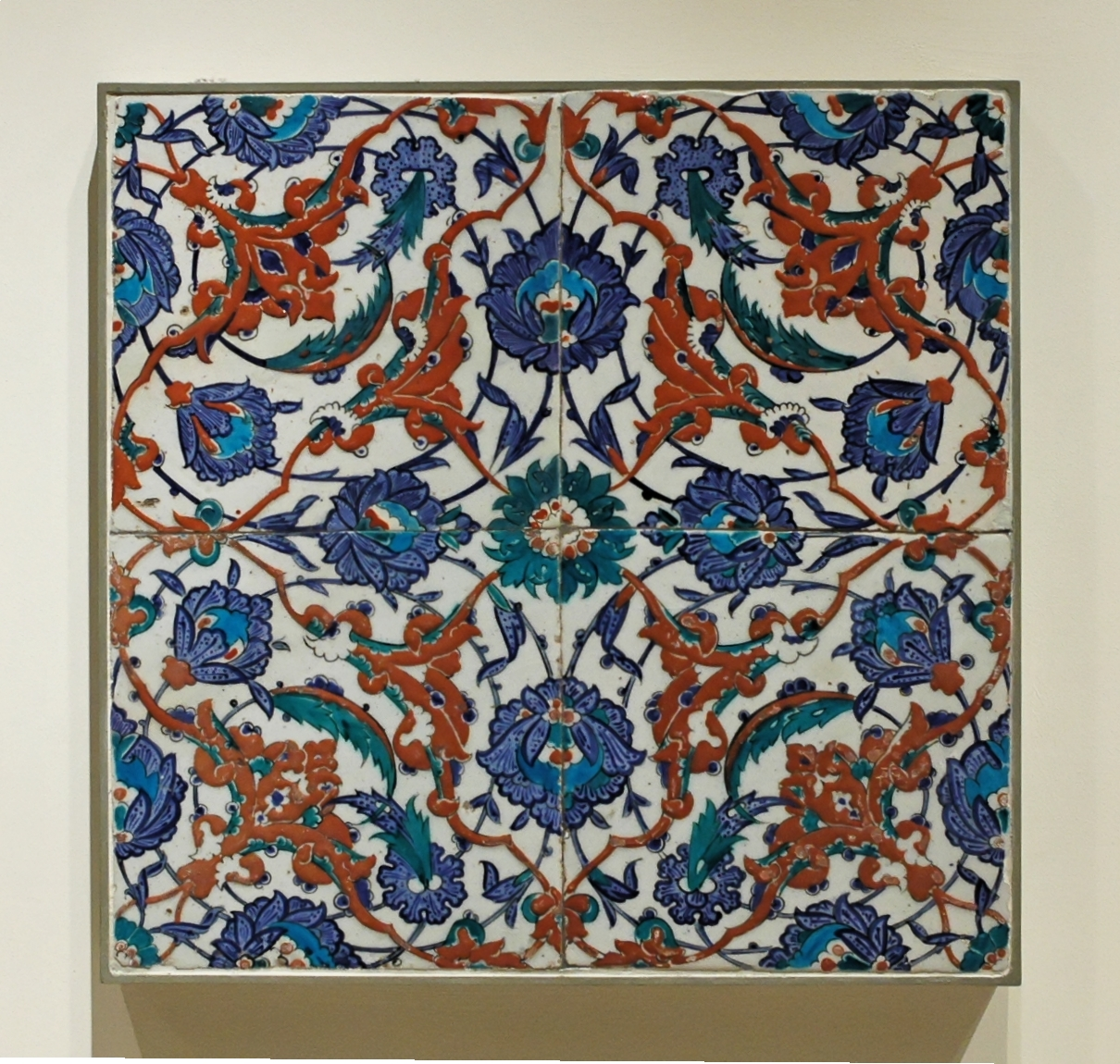
لوحة من الفخار الإزنيكي مزينة بالزهور، 1550-1600، في متحف اللوفر
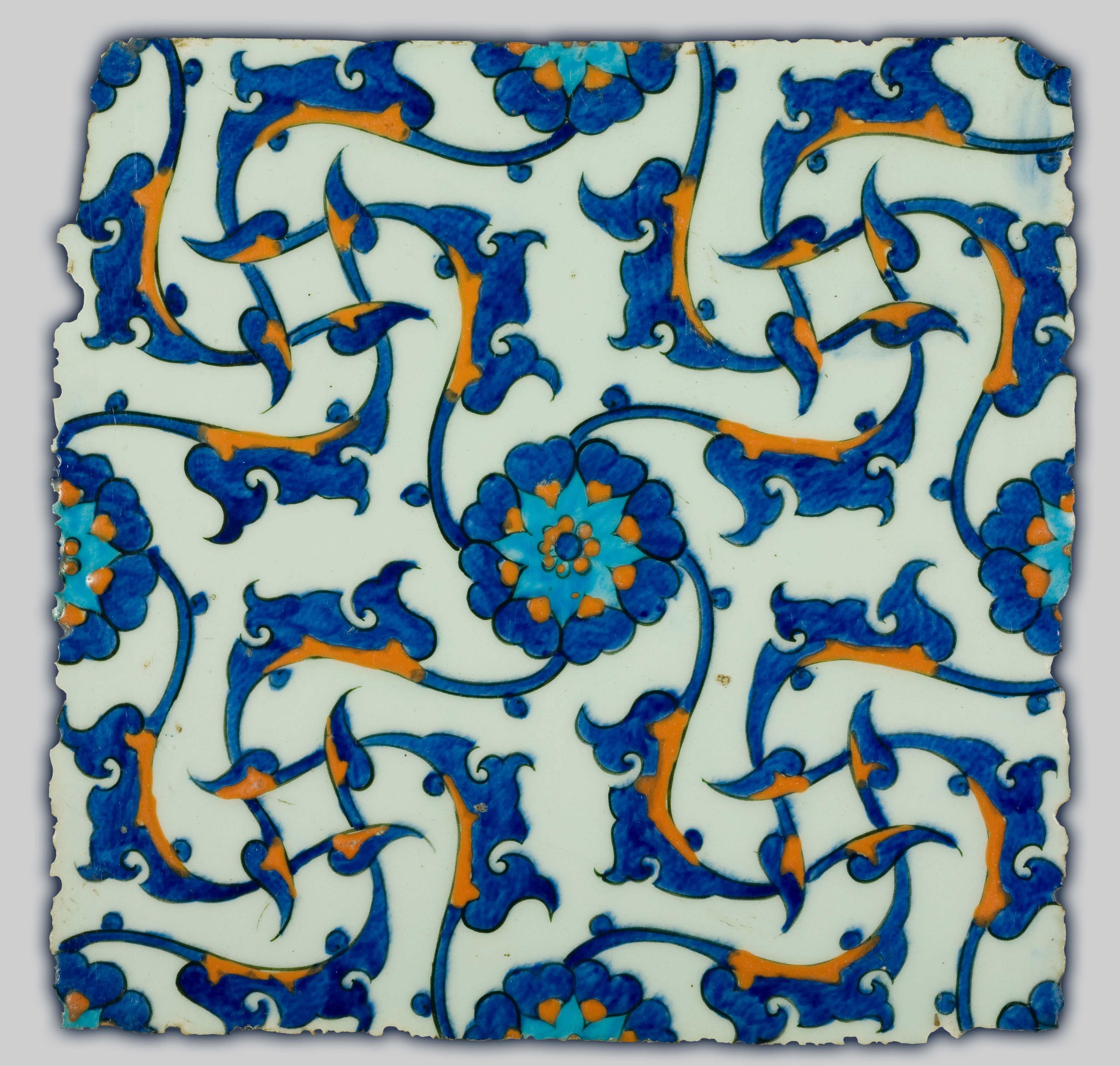
بلاط إزنيقي، 1560، في متحف الفن الإسلامي (الدوحة) من الدوحة، قطر
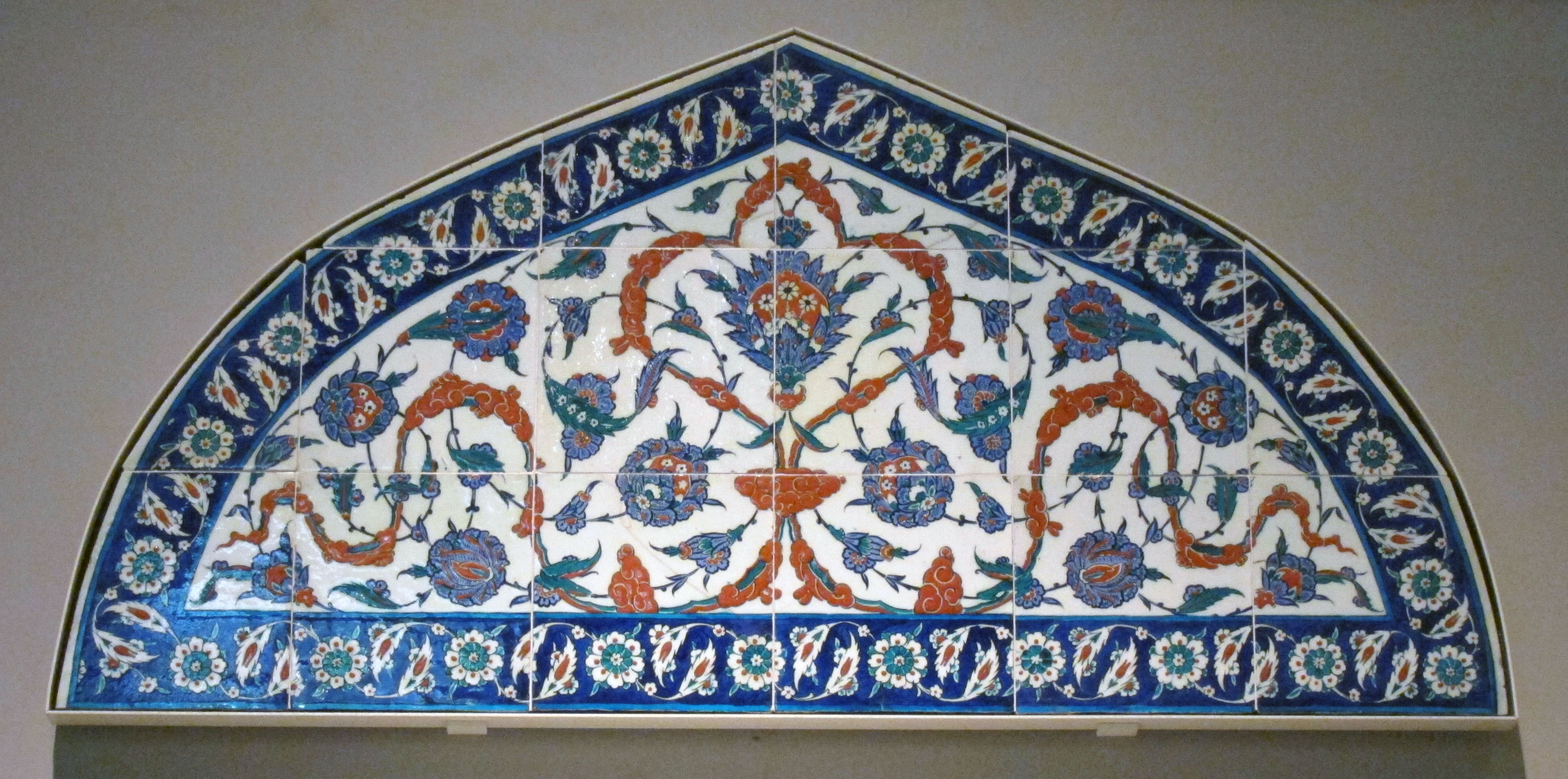
لوحة زجاجية مبلطة من إزنيق ربما جاءت من جامع بياله باشا في إسطنبول، 1570-1575، في متحف فكتوريا وألبرت في لندن
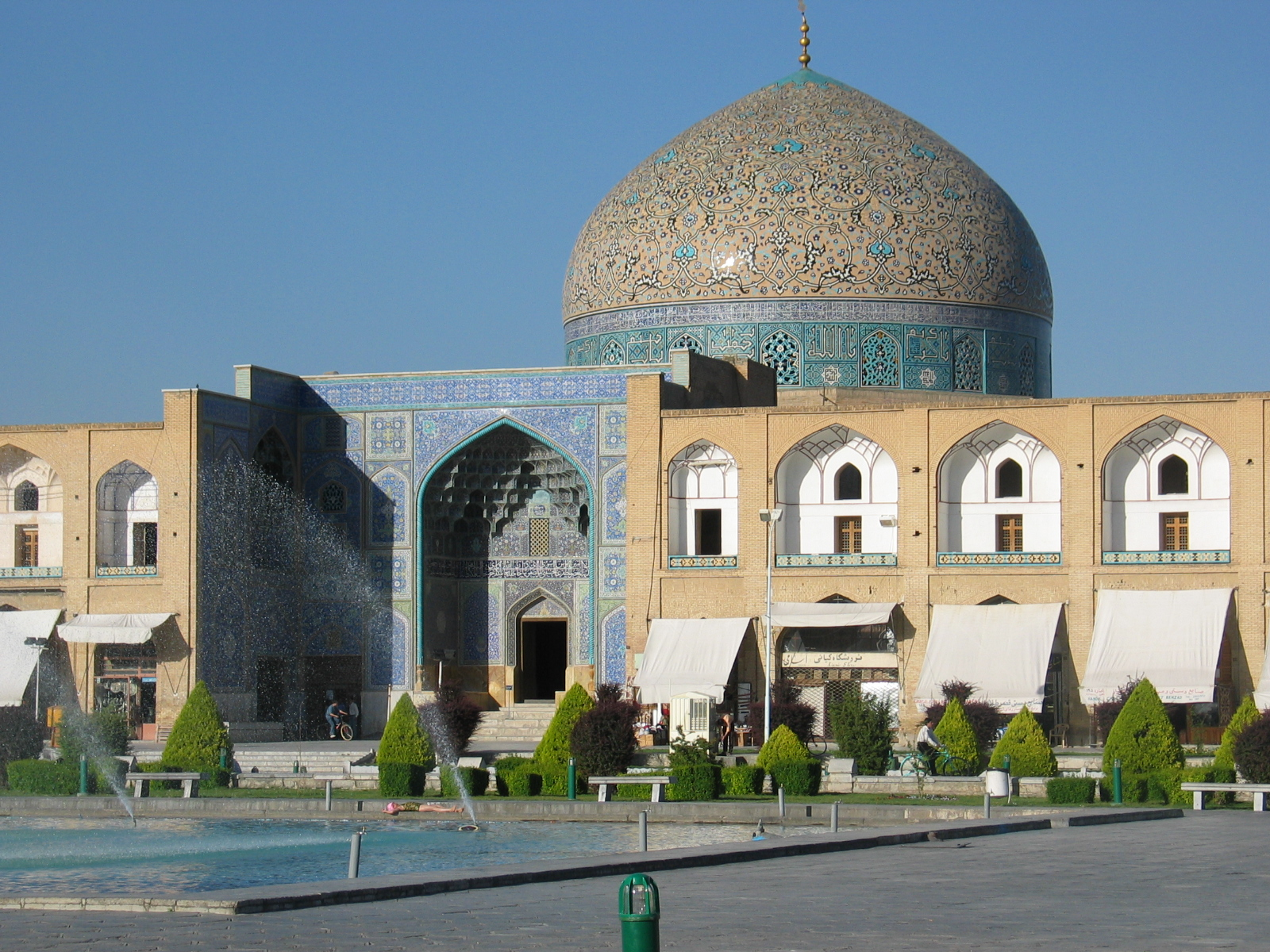
نمط زخرفة عربية عملاق على قبة مسجد الشيخ لطف الله من أصفهان، إيران، القرن السابع عشر
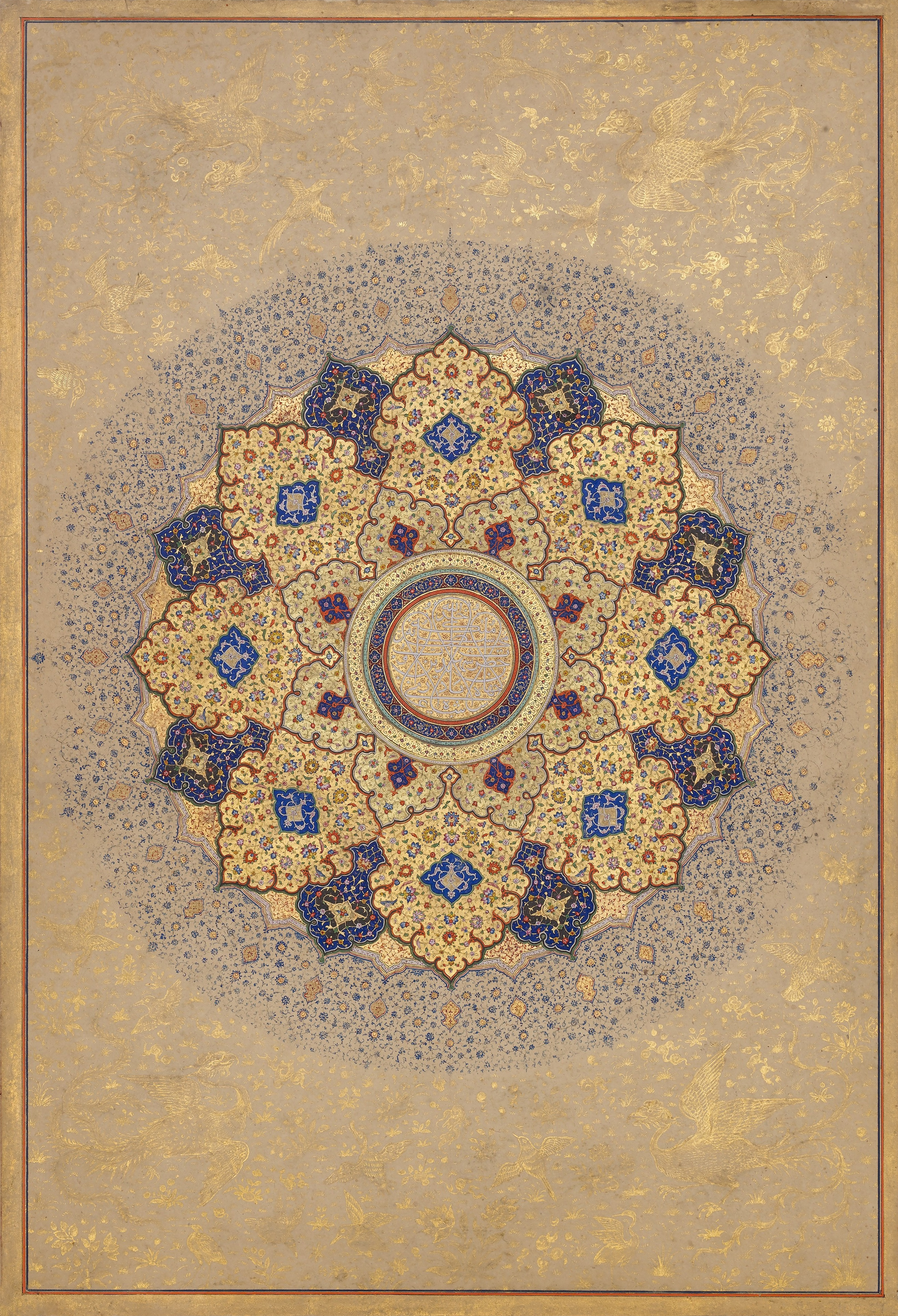
"وردة تحمل أسماء وألقاب شاه جهان"، ورقة من ألبوم شاه جهان، ق. 1645، في متحف متروبوليتان للفنون

### أهميته في الإسلام

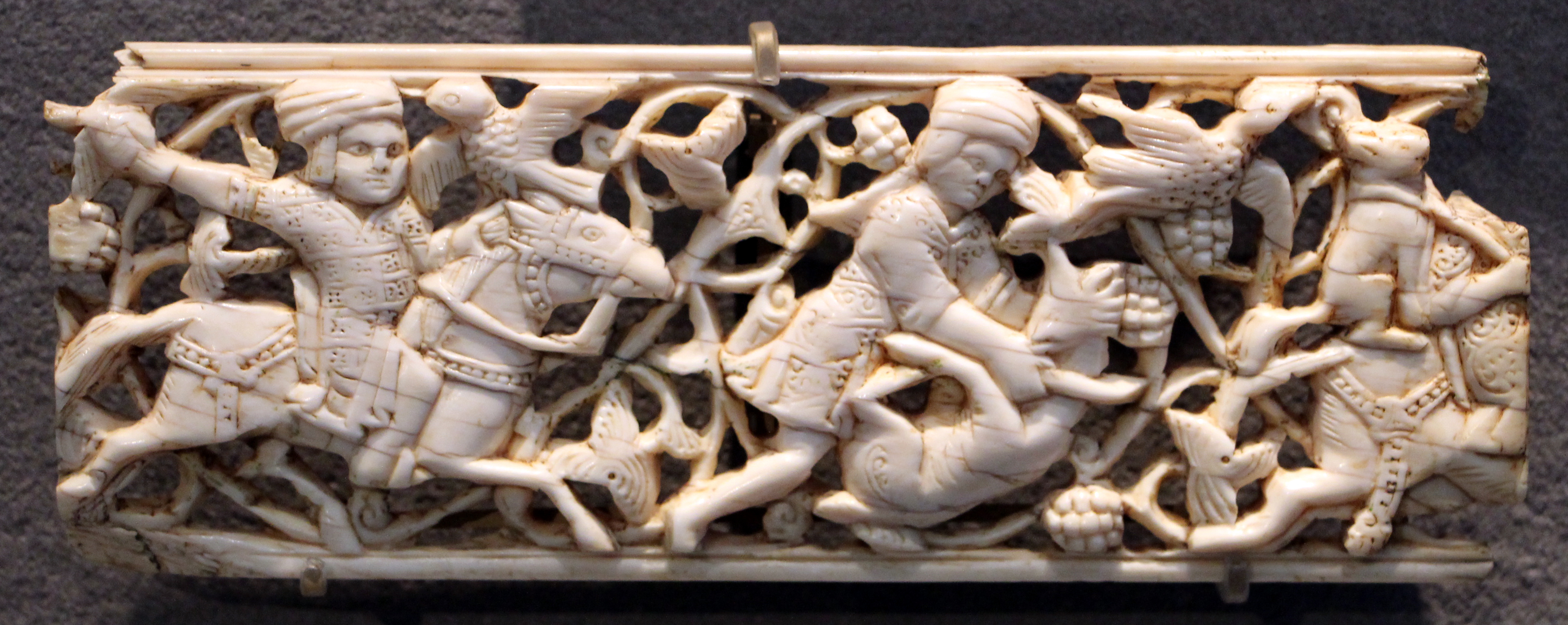
نمط أرابيسك يظهر خلف الصيادين على لوحة عاجية، القرن الحادي عشر والثاني عشر، مصر

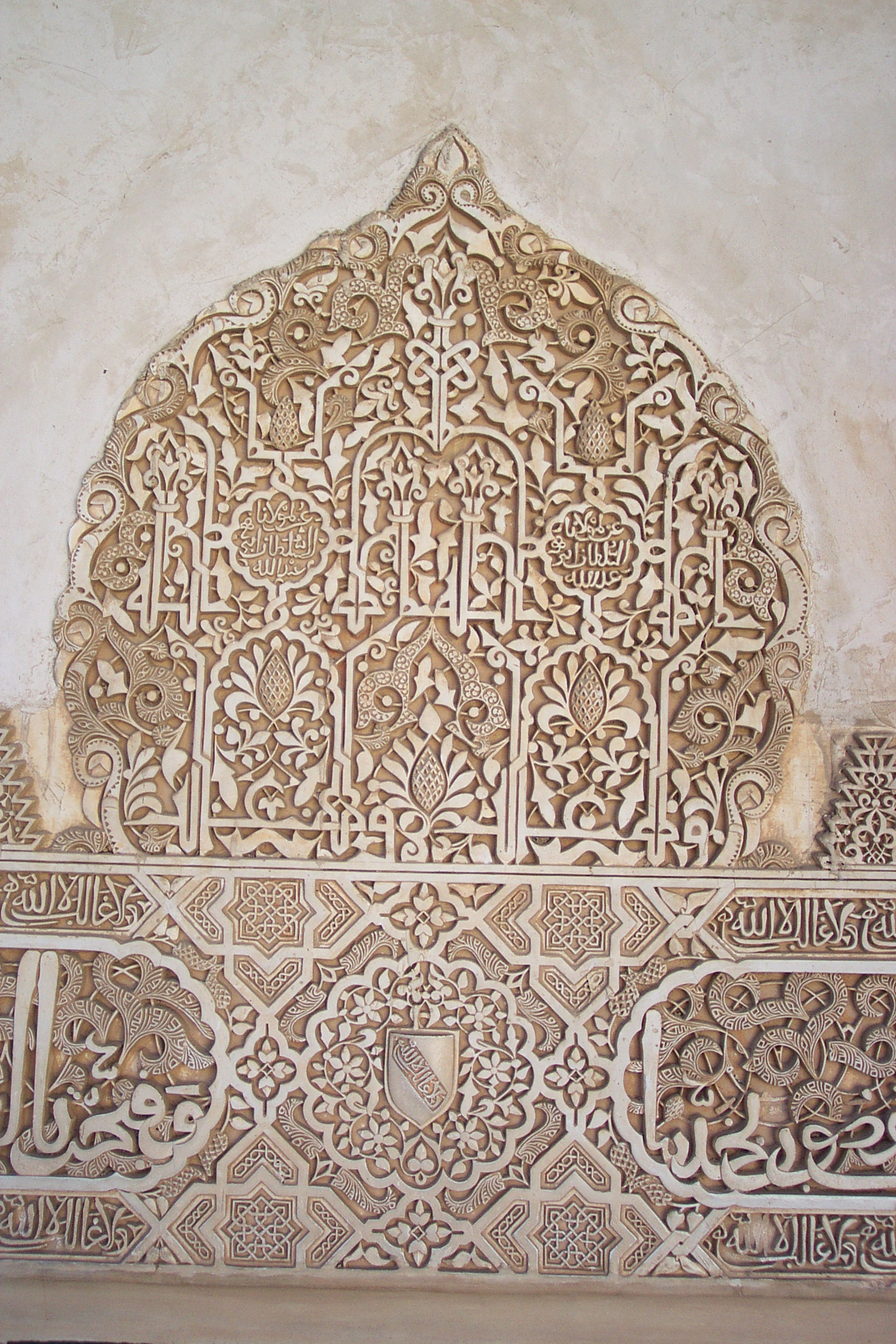
ثلاثة أنماط: أرابيسك وزخرفة هندسية إسلامية وخط عربي مستخدمة معًا في قصر الحمراء (غرناطة، إسبانيا)

غالبًا ما يُقال إن الزخارف العربية والأنماط الهندسية الإسلامية في الفن الإسلامي نشأت من وجهة نظر الإسلام للعالم. التصوير، الذي يفسر تفضيل الأنماط الهندسية المجردة.
هناك نمطان للفن العربي. النمط الأول يستدعي المبادئ التي تحكم نظام العالم. تتضمن هذه المبادئ الأساسيات البسيطة لما يجعل الأشياء سليمة من الناحية البنيوية، وبالتالي تكون جميلة (أي الزاوية والأشكال الثابتة/الساكنة التي تخلقها - وخاصة الجمالونات). في النمط الأول، كل شكل هندسي متكرر له رمزية مدمجة تُنسب إليه. على سبيل المثال، المربع، بأضلاعه الأربعة المتساوية، يرمز إلى عناصر الطبيعة التي لا تقل أهمية: الأرض، والهواء، والنار والماء. بدون أي من العناصر الأربعة، فإن العالم المادي، الذي تمثله دائرة تنقش المربع، سوف ينهار على نفسه ويتوقف عن الوجود. النمط الثاني يعتمد على الطبيعة المتدفقة لأشكال النبات. هذا النمط يستدعي الطبيعة الأنثى التي تمنح الحياة. بالإضافة إلى ذلك، عند فحص العديد من أمثلة فن الأرابيسك، قد يزعم البعض أن هناك في الواقع نمط ثالث، وهو نمط خط عربي.
بدلاً من التذكير بشيء يتعلق بـ "الحقيقة الحقيقية" (حقيقة العالم الروحي)، يعتبر الإسلام فن الخط تعبيرًا مرئيًا عن أعلى الفنون على الإطلاق؛ فن الكلمة المنطوقة (نقل الأفكار والتاريخ). في الإسلام، الوثيقة الأكثر أهمية التي يتم نقلها شفهيًا هي القرآن. يمكن رؤية مقاطع كاملة من القرآن الكريم اليوم في فن الأرابيسك. إن اجتماع هذه الأشكال الثلاثة يخلق الأرابيسك، وهذا انعكاس للوحدة الناشئة عن التنوع؛ وهو مبدأ أساسي في الإسلام.
يمكن اعتبار فن الأرابيسك فنًا وعلمًا في الوقت نفسه. فالعمل الفني دقيق رياضيًا وممتعًا جماليًا ورمزيًا في الوقت نفسه. وبسبب ثنائية الإبداع هذه، يمكن تقسيم الجزء الفني من هذه المعادلة إلى عملين فنيين، هما: عمل تعلمن (صفة) وعمل ديني. ومع ذلك، لا يوجد فرق بين الفن وعلم الدين بالنسبة للعديد من المسلمين؛ إذ يُنظر إلى جميع أشكال الفن والعالم الطبيعي والرياضيات والعلوم على أنها من خلق الله وبالتالي فهي انعكاسات لنفس الشيء: إرادة الله المعبَّر عنها من خلال خلقه. بعبارة أخرى، يمكن للإنسان اكتشاف الأشكال الهندسية التي تشكل فن الأرابيسك، لكن هذه الأشكال كانت موجودة دائمًا من قبل جزء من خلق الله.
هناك تشابه كبير بين الأعمال الفنية العربية من مناطق جغرافية مختلفة جدًا. في الواقع، فإن أوجه التشابه واضحة لدرجة أنه يصعب أحياناً على الخبراء معرفة من أين يأتي أسلوبٌ معين من أساليب الزخرفة.
وسبب ذلك أن العلوم والرياضيات المستخدمة لبناء أعمال الأرابيسك الفنية هي علوم عالمية. لذا، بالنسبة للمسلمين، فإن أفضل عمل فني يمكن أن يصنعه الإنسان لاستخدامه  في مسجد هو والعمل الفتي الذي يعرض النظام ووحدة الطبيعة. 
قد تدخل أخطاء في التكرار عمدًا هدف منه الفنانون الذين يعتقدون أن الله وحده قادر على إنتاج الكمال إظهاراً للتواضع، على الرغم من أن هذه النظرية محل نزاع.
يتألف فن الأرابيسك من سلسلة من الأشكال الهندسية المتكررة والتي يصاحبها أحيانًا فن الخط. يصف إيتنغهاوزن وآخرون الأرابيسك بأنه "تصميم نباتي يتكون من أوراق كاملة... سعفات النخيل النصفية [ك] نمطٍ مستمر لا نهاية له... حيث تنمو كل ورقة من طرف ورقة أخرى." بالنسبة الإسلام، فإن الزخرفة العربية ترمز إلى إيمانهم الموحد والطريقة التي تنظر بها الثقافات الإسلامية التقليدية إلى العالم.

## وصلات خارجية
- تأثير الإسلام على الفن والعمارة
- http://www.arabisc.com
- صور ارابيسك